# Imigongo

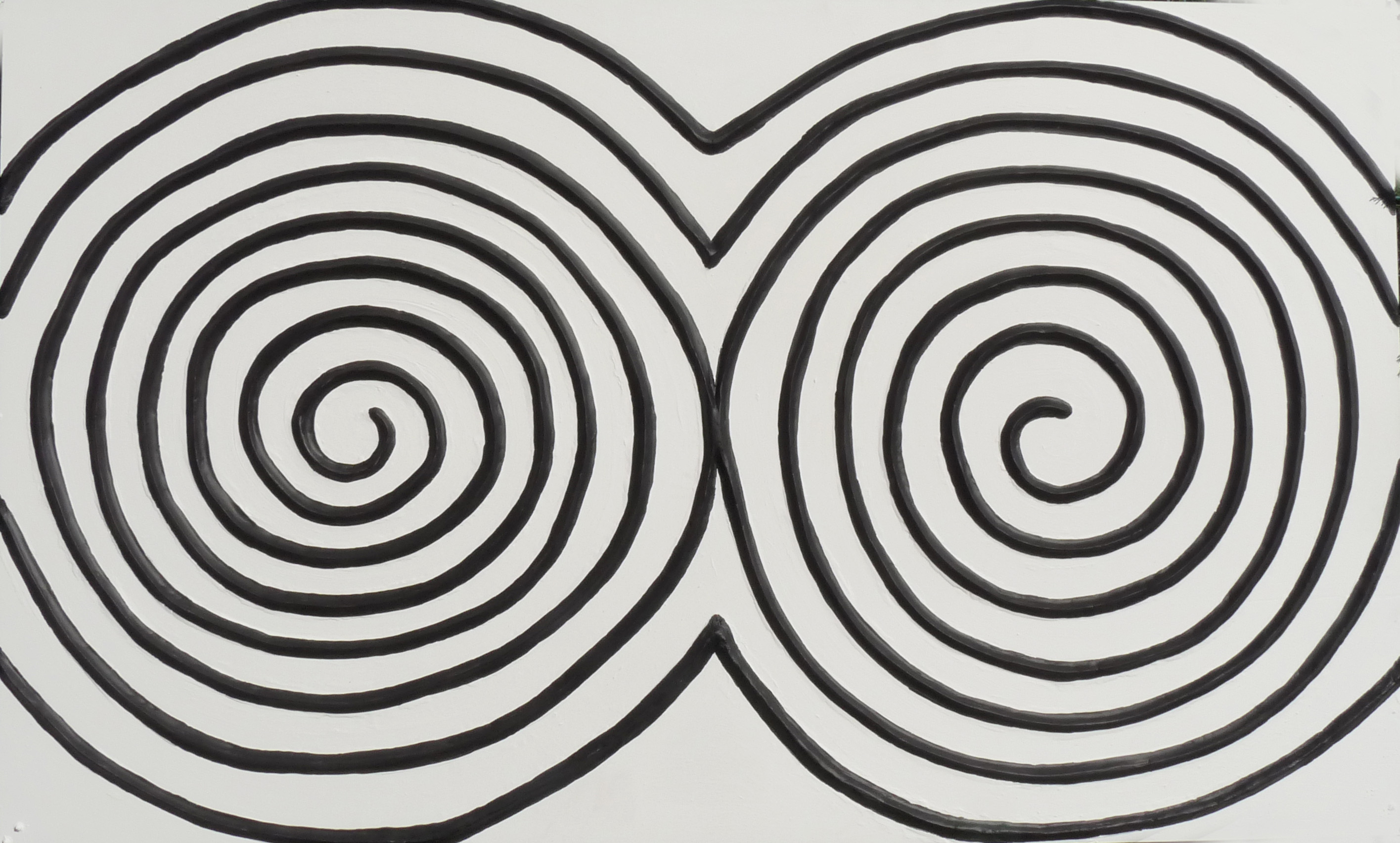
Traditioneel imigongopatroon

Imigongo is een traditionele kunstvorm uit Rwanda. Er worden voornamelijk geometrische patronen gebruikt. Het meest gebruikte medium is koeienmest op een houten paneel. Nadat het gedroogd is, wordt de mest ingekleurd met natuurlijke verf zoals rode klei.

## Geschiedenis
Er wordt gedacht dat deze kunstvorm teruggaat naar prins Kakira, zoon van koning Kemenyi van Gisaka. Hij zou er zijn paleis mee hebben versierd. Tegenwoordig wordt de 17e-eeuwse kunstvorm vooral door vrouwen toegepast. Na de genocide in 1994 raakte de imigongo korte tijd buiten gebruik. Het werd geherintroduceerd en sindsdien gebruiken vrouwen, met name weduwes de kunstuiting om zichzelf te kunnen bedruipen. 

## Bron
- (en) Fornal, Justin, Dung Art Helps Genocide Victims Recover. National Geographic Society (17 april 2017). Gearchiveerd op 3 mei 2019. Geraadpleegd op 9 april 2019.